# جدول‌های تک‌آهنگ‌ها و آلبوم‌های راک و متال بریتانیا
جدول تک‌آهنگ‌های راک و متال بریتانیا (انگلیسی: UK Rock & Metal Singles Chart) و جدول آلبوم‌های راک و متال بریتانیا (انگلیسی: UK Rock & Metal Albums Chart) جدول‌های موسیقی گردآوری‌شده در بریتانیا هستند که توسط شرکت جدول‌های رسمی (OCC) و به‌منظور تعیین ۴۰ تک‌آهنگ و آلبوم محبوب در سبک‌های راک و هوی متال گردآوری می‌شوند. این دو جدول بر پایهٔ شمار دانلودهای دیجیتال، فروش فیزیکی و پخش جاری صوتی در فروشگاه‌های خرده‌فروشی بریتانیا تهیه می‌شوند. این دو جدول از سال ۱۹۹۴ تاکنون در وبگاه رسمی شرکت جدول‌های رسمی منتشر می‌شوند. پیش از این، جدول تک‌آهنگ‌های راک بریتانیا، که گاهی با نام جدول تک‌آهنگ‌های متال از آن یاد می‌شد و توسط شبکه اطلاعات جدول‌ها (که بعداً به شرکت جدول‌های رسمی تبدیل شد) گردآوری می‌شد، به‌طور متناوب از سپتامبر ۱۹۹۲ تا فوریهٔ ۱۹۹۷ در خبرنامهٔ هیت میوزیک منتشر شد. این جدول جایگزین جدول آلبوم‌های راک و متال (که گاهی تحت عنوان جدول تک‌آهنگ‌های راک و متال شناخته می‌شد) نیز بود و به‌همراه جدول موسیقی مستقل نیز منتشر می‌شد.